# Eddie Boland

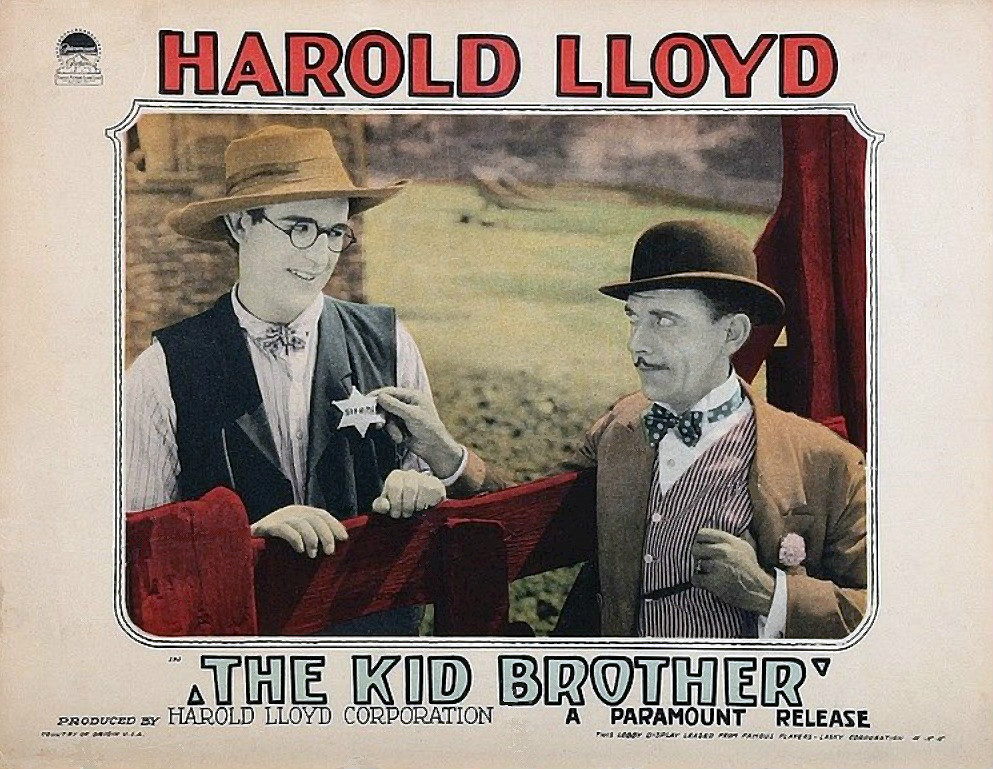
Eddie Boland (rechts) in Der kleine Bruder (1927) neben Harold Lloyd

Eddie Boland (* 27. Dezember 1883 oder 1885 in San Francisco, Kalifornien; † 3. Februar 1935 in Santa Monica, Kalifornien) war ein US-amerikanischer Stummfilmschauspieler.

## Leben
Eddie Boland wurde 1883 in San Francisco geboren und begann seine Schauspielkarriere beim Theater. 1912 kam er nach sechsjähriger Bühnenerfahrung erstmals in das Filmgeschäft, wo er bis zu seinem Tod in über 110 Filmen auftrat. Insbesondere während der Stummfilmära spielte er viele substanzielle Nebenrollen. Hinzu kamen auch einige Slapstick-Kömödien mit ihm als Hauptdarsteller, die allerdings vom Filmhistoriker James Roots als wenig bemerkenswert eingestuft werden.
Zwei seiner heute noch bekanntesten Rollen spielte Boland in der ausgehenden Stummfilmzeit: In Friedrich Wilhelm Murnaus erstem amerikanischen Stummfilm Sonnenaufgang – Lied von zwei Menschen verkörperte er 1927 den „zuvorkommenden Gentleman“, der daran verzweifelt, dass einer neben ihm stehenden Frau immer wieder die Kleiderträger herunterfallen. Im selben Jahr spielte er in der Harold-Lloyd-Komödie The Kid Brother (1927) das zwielichtige Mitglied einer Medizinshow. Mit Anbruch des Tonfilmes verlor seine Filmkarriere an Fahrt und er spielte zuletzt vor allem kleinere Rollen.
Boland starb 1935 in Santa Monica an einem Herzinfarkt, er war verheiratet mit seiner Schauspielkollegin Jean Hope (1903–1987).

## Filmografie (Auswahl)
- 1914: Lucille Love, Girl of Mystery
- 1914: The Mysterious Rose
- 1919: Don’t Shove
- 1920: All Lit Up
- 1920: Thoughtless Women
- 1920: Greek Meets Greek
- 1922: Oliver Twist (Oliver Twist)
- 1923: An der Grenze des Gesetzes (Within the Law)
- 1923: Long Live the King
- 1924: Little Robinson Crusoe
- 1925: A Gentleman Roughneck
- 1926: Unknown Dangers
- 1926: Hard Boiled
- 1927: Der kleine Bruder (The Kid Brother)
- 1927: Sonnenaufgang – Lied von zwei Menschen (Sunrise: A Song of Two Humans)
- 1928: Manhattan Knights
- 1929: Illusion (The Last Performance)
- 1930: Unser täglich Brot (City Girl)
- 1930: Wings of Adventure
- 1931: The Lightning Flyer
- 1931: The Miracle Woman
- 1931: The Guilty Generation
- 1932: Murder at Dawn
- 1932: Vanity Street
- 1932: The Death Kiss
- 1932: The Secrets of Wu Sin
- 1933: King Kong und die weiße Frau (King Kong)
- 1933: I Have Lived
- 1933: Carioca (Flying Down to Rio)
- 1933: The Cat’s-Paw
- 1937: Hit the Saddle (posthum erschienen)